# Болгари
Болгари (болг. българи, укр. болгарин або заст. укр. бовгар у однині) — слов'яномовний народ, що належить до східної групи південних слов'ян Болгари — основне населення Болгарії, говорять болгарською мовою. Болгарська діаспора та болгари як національна меншина наявні в інших державах Європи, а також у США, Канаді тощо.
Значна частина болгар працює в промисловості. Основне заняття сільського населення — землеробство (зокрема садівництво, виноградарство) і тваринництво. Традиційне народне житло — каркасні одно- і двоповерхові будинки. Національний одяг: у чоловіків — поверх тунікоподібної сорочки білі або чорні штани та куртка; у жінок — поверх довгої сорочки два фартухи типу української запаски, або сарафан типу російського, або розпашна сукня, або один фартух. Цей одяг витісняється міським. Побожні болгари — здебільшого православні; частина болгар, що живуть в Родопах (помаки),— мусульмани.

## Походження і назва
Болгари походять від слов'янських племен (союз семи племен, сіверяни, смоляни тощо), які переважно з сучасних українських земель в 6 ст. заселили територію сучасної Болгарії, частково винищили, а частково змішалися з місцевим романізованим фракійським населенням
В 7—10 ст. східнобалканські слов'яни опинилися під владою тюркської (огурської) династії, яка походила з Великої Булгарії, і сприйняли принесену нею етнічну назву, але швидко асимілювали кочовиків-прибульців (булгар або протоболгар). Водночас основою сучасних болгар є змішане слов'яно-тракійська людність, тюркський елемент (змішаний із слов'янським та фракійським) відчувається здебільшого у Добруджі, куди більшість булгар виселилися задля оборони північно-східного кордону від інших тюрків.
Назва «булгари», зі свого боку, означає або «змішані огури» (могло йтися що про змішування всередині самих огурів, що і між огурами та сарматами), або «об'єднані огури», або ж, навпаки, «відокремлені», «бунтівники», що пов'язують їз здобуттям Великою Булгарією незалежності від сусідів.
Сучасні болгари поділяються на кілька етнічних груп: полянців, балканців, шопів, македонців, рупців, траків i добруджанців.

## Мова
Болгарська мова — одна з південнослов'янських мов. Літературна мова сформувалася на середину XIX століття на базі північно-східних говірок. У XX столітті літературна мова зазнала значного впливу західних говірок, на території яких знаходиться столиця Болгарії — Софія. Писемність — на основі кирилиці.
Поширена у Болгарії, де вона є офіційною мовою. Певна кількість носіїв також живуть в Північній Македонії, Україні (Одеська область), Молдові, Румунії, Сербії, Косово, Греції i Албанії.

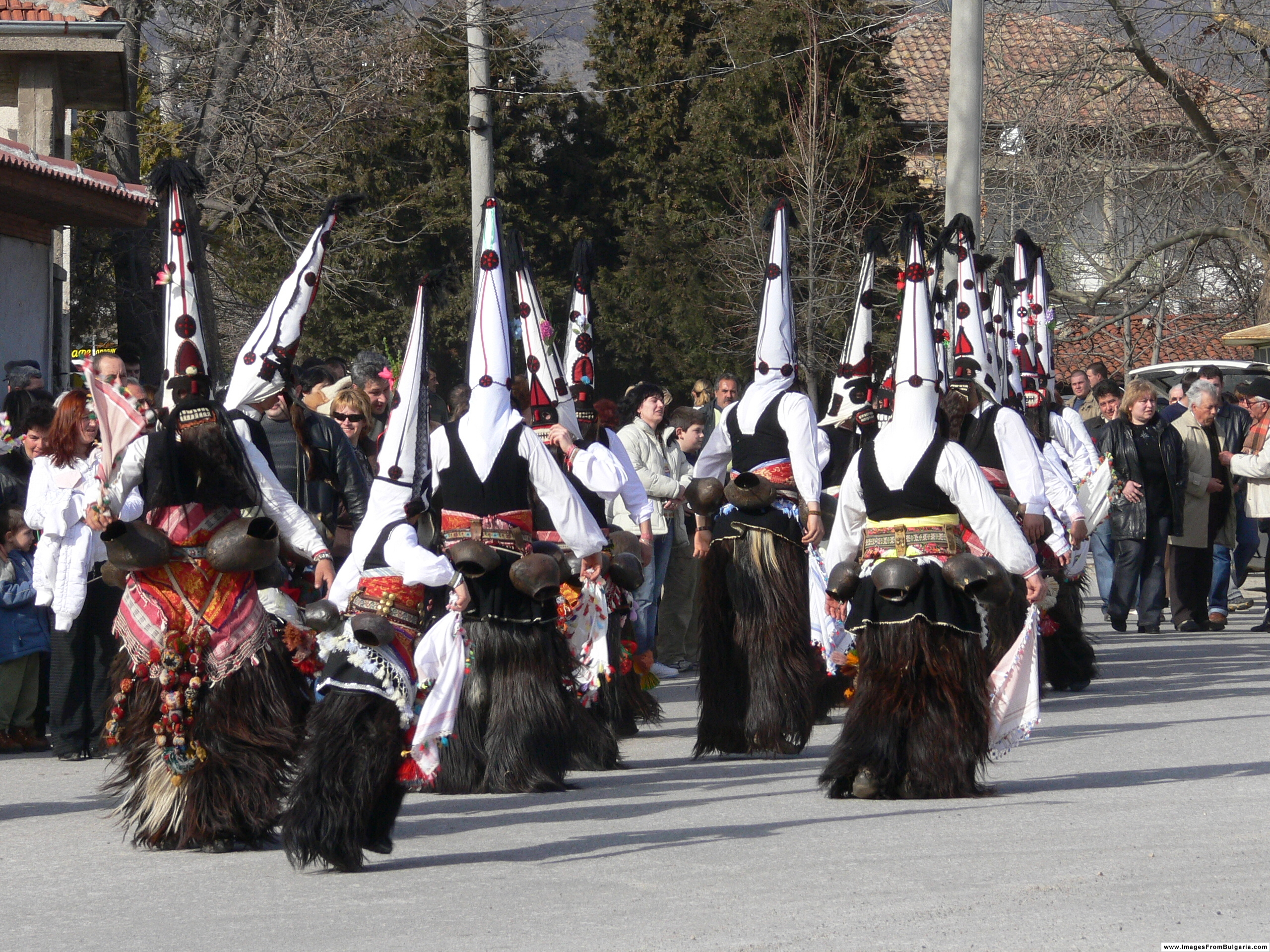
Кукерський ритуал

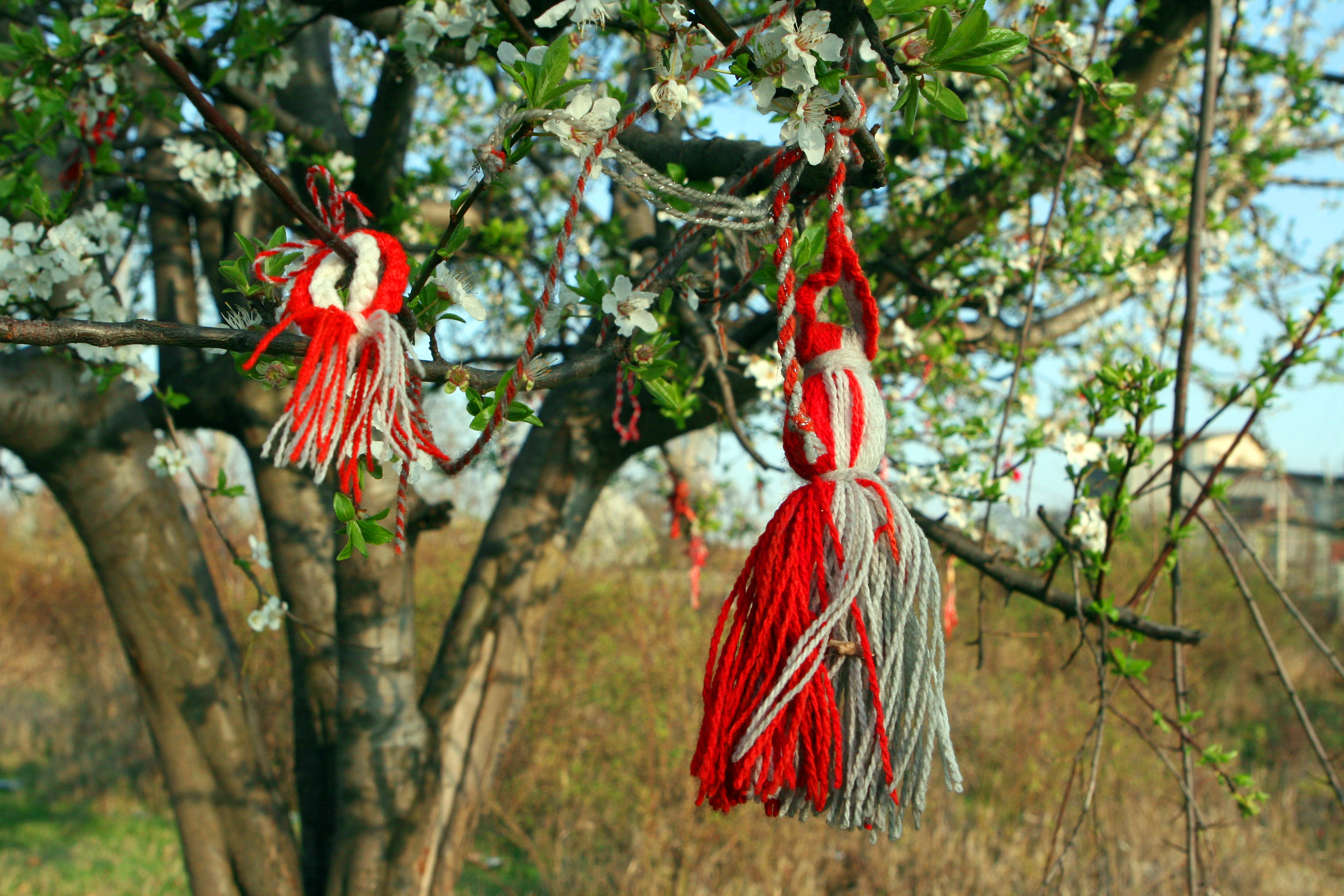
Мартениці

## Болгари в Україні
За даними перепису 1989 року в Україні налічувалось 233,8 тисяч болгар, за переписом 2001 року — 204,6 тисяч. Більшість з них живе у західних районах Одеської і надазовських землях Запорізької областей. Етнічно мішані болгарські села є в Кіровоградській і Миколаївській областях.
На початку 20-х років 18 століття значна частина болгар входила до гусарських полків, сформованих із балканських вихідців, зокрема Сербського полку, який входив до Київського гарнізону. Після успішної участі у війнах з Османською імперією частина їх, переважно офіцери, які прийняли російське підданство, була поселена поблизу Бахмута
У 1752 році з'явилися компактні поселення болгар у долині річок Вись і Синюха — села Ольшанка, Добре та інші Бобринецького повіту Херсонської губернії. Вони входили до складу Бузького козацького війська, так званої Новосербії, а потім військових поселень Північного Причорномор'я.
Після царського маніфесту від 22 липня 1763 року із закликом до чужинців селитися в Росії невелика група болгар осіла під Києвом на землях Києво-Братського монастиря і на Чернігівщині. Так звані ніжинські «греки» переважно були болгарами, носіями православної (грецької) релігії. Вперше їх запросив до Ніжина у 1657 році Богдан Хмельницький і надав значні привілеї. У другій половині XVII століття вони утворили колонію — «Ніжинське купецьке грецьке братство» (засновник Христофор Дмітрієв), в майбутньому «грецький магістрат», який проіснував до 1873 року.
Наприкінці XVIII — перших десятиліттях XIX століття під час російсько-турецьких воєн болгари масами переселялися у Російську імперію, рятуючись від османських репресій щодо християнського населення. Вони заснували великі поселення у південній Бессарабії з центром у Болграді, в Одеському повіті, Криму і в передмісті Миколаєва (село Тирнівка). Значна кількість болгар до 90-х років XVIII століття увійшла до Бузького козацького війська і була розселена в околицях Бобринця і Вознесенська.
Інтенсивній колонізації болгар сприяло надання їм колоністських прав і різного роду заохочувальних заходів, особливо напередодні російсько-турецької війни 1787—1791 років. У 1809—1832 роках тільки на півдні Бессарабії було засновано 36 поселень. Переселення в першій полонині XIX століття відбулося із різних регіонів Болгарії і охопило кілька етапів:
- з переселенців 1801—1805 років більшість становили східні фракійці — вихідці із південно-східної Болгарії. Вони поселилися на північ від Одеси (сучасні села Знам'янка, Великий Буялик, Кубанка, Іванове Лиманського району та інші);
- у 1806—1812 роках переселення відбувалося передусім з північно-східної Болгарії, а також із району східної Стара-Планіни (так звані «туканці», мешканці сіл Нагірне, Владичень, Городнє, Баннівка, Кам'янка та інших) у Прутсько-Дністровському межиріччі;
- наймасовіша хвиля болгарської еміграції 1828—1834 років відбулася за рахунок переселенців із округів Сливен, Ямбол і деяких районів Фракії.